# Eric Nels Ortlund
Eric Nels Ortlund (* 20. Jahrhundert in Kalifornien) ist ein US-amerikanischer Theologe, Autor und Lecturer für Altes Testament und Biblisches Hebräisch am Oak Hill College in London.

## Leben

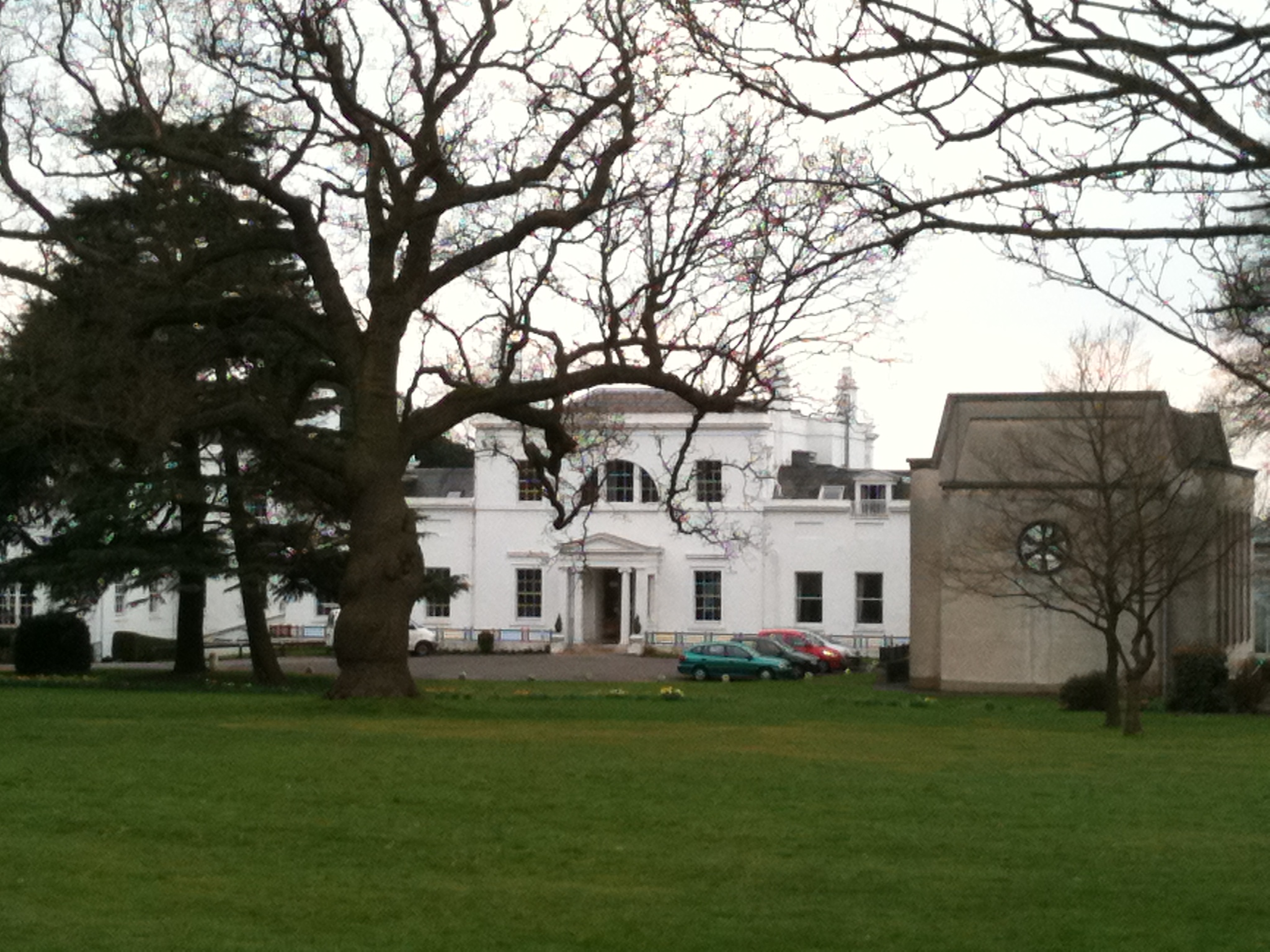
Am 1932 gegründeten Oak Hill College in London lehrt Ortlund gegenwärtig.

Eric Ortlund ist der Sohn von Raymond C. Ortlund Jr. und Bruder der Autoren und Geistlichen Dane und Gavin Ortlund.
Er studierte an der Trinity Evangelical Divinity School und am New College der University of Edinburgh. Dort erlangte er einen PhD mit einer 2006 eingereichten Dissertation über Theophany and Chaoskampf The Interpretation of Theophanic Imagery in the Baal Epic, Isaiah, and the Twelve.
Zurzeit ist er Lecturer für Altes Testament und Biblisches Hebräisch am Oak Hill College in London. Zuvor lehrte er zehn Jahre lang Altes Testament am Briercrest College and Seminary im kanadischen Caronport, Saskatchewan, einem Dorf nahe der Stadt Moose Jaw.
Mit seiner Frau Erin hat Ortlund zwei Kinder. Die Familie besucht die anglikanische Gemeinde der Christ Church im Londoner Stadtviertel Cockfosters.

## Veröffentlichungen (Auswahl)
Monographien
- Theophany and Chaoskampf. The interpretation of theophanic imagery in the Baal epic, Isaiah, and the Twelve. Teilw. zugl.: Edinburgh, Univ., Diss., 2006. Gorgias Press, Piscataway, NJ 2010, ISBN 978-1617191602.
- Job. A 12-Week Study. Crossway, Wheaton 2017, ISBN 978-1433551048.
- Piercing Leviathan. God’s defeat of evil in the Book of Job. Apollos; IVP Academic, London, Downers Grove, Illinois 2021, ISBN 978-1514003374.
- Suffering wisely and well. The grief of Job and the grace of God. Crossway, Wheaton, Illinois 2022, ISBN 978-1433576485.
- Ecclesiastes. The Hodder Bible Commentary. Hodder & Stoughton, London 2024, ISBN 978-1529302110.

Weiteres
- Mitarbeit an: Iain M. Duguid, James M. Hamilton Jr. und Jay Sklar (Hrsg.): ESV Expository Commentary (Volume 7). Daniel-Malachi. Crossway, Wheaton 2018, ISBN 978-1-4335-4652-5.

Fiktion
- Dead Petals – An Apocalypse. Fingerpress, 2013, ISBN 978-1908824295.
- I Am the Doorway. Nielsen, 2022, ISBN 978-1739954000.
- All Gods Die. And other Stories. Nielsen, 2023, ISBN 978-1739954017.